# Danúncia Urban
Danúncia Urban (Curitiba, 13 de maio de 1933) (grafia alternativa: Danuncia Urban) é uma cientista brasileira, entomóloga, taxonomista, bióloga, especializada no estudo de abelhas neotropicais. Ela descreveu mais de 300 novas espécies e 20 novos gêneros, particularmente das tribos Eucerini e Anthidiini, o que a coloca entre os três mais prolíficos taxonomistas de abelhas contemporâneos em termos de número de novos táxons publicados, ao lado de Charles Michener e Jesus Santiago Moure. Foi uma das primeiras pesquisadoras brasileiras na área de Zoologia e faz parte da primeira geração de pesquisadores brasileiros a se dedicarem ao estudo das abelhas da América do Sul.

## Biografia
Nascida em família de imigrantes poloneses, filha de Felix Urban (1910-1989), original de Tarnopol (à época, território polonês), e Maria Victoria Dolinski (1909-1974), original de Cracóvia. Sua língua materna foi o polonês e, mais tarde, na escola, passou a estudar em português. Abraçou os estudos em história natural inicialmente como alternativa ao estudo da Medicina, por recomendação da mãe, que temia a pressão da profissão que à época era considerada domínio masculino. Logo mostrou interesse na área de Zoologia e passou a trabalhar sob a supervisão do Pe. Jesus Santiago Moure, inicialmente estudando a taxonomia de falcões e pombas no Museu Paranaense, durante a década de 50. Ainda durante os anos 50, trabalhou como técnica laboratorista na Universidade Federal do Paraná e iniciou seus estudos sobre abelhas, também sob a supervisão do Pe. Moure, tendo publicado seus primeiros trabalhos sobre o assunto no início dos anos 60. Aposentou-se em 1991, embora tenha continuado atuando ativamente como pesquisadora sênior por mais de duas décadas, cessando suas atividades apenas em 2015.

## Carreira e Publicações
Danuncia completou sua graduação em História Natural pela Universidade Federal do Paraná em 1954. Publicou seu primeiro trabalho sobre taxonomia de abelhas em 1961 e sua primeira grande revisão taxonômica em 1967, sobre o gênero Thygater, incluindo estudo detalhado da sua morfologia externa e interna. Ao longo de sua carreira, publicou mais de 100 artigos científicos e 11 capítulos de livros, além de ser uma das co-editoras do “Catálogo das Abelhas na Região Neotropical”.  Em 1969, participou da criação do Programa de Pós-Graduação em Entomologia da Universidade Federal do Paraná, um dos primeiros do Brasil. Tendo começado a atuar como Instrutora de Nível Superior em 1965, e no cargo de Professora Assistente em 1966, ela não defendeu um doutorado formal, recebendo o título de Doutor Honoris Causa em 1995. Sua carreira esteve profundamente entrelaçada à história do Setor de Ciências Biológicas da UFPR, em particular à do Departamento de Zoologia (DZUP).
Seus trabalhos incluem não somente a descrição de novos táxons, mas também estudos de musculatura e anatomia interna das abelhas das subfamílias Andreninae, Apinae, Colletinae, Halictinae e Megachilinae, trabalhos sobre vespas parasitoides em colaboração com Luis DeSantis e Vinalto Graf, e sobre Lepidoptera com Bernadete Lucas de Oliveira.

## Premiações e Homenagens
- 1995 - Título de Doutor Honoris Causa, UFPR.
- 2004 - Diploma de Honra ao Mérito, Sociedade Brasileira de Zoologia.

- 2010 - Prêmio Alexandre Rodrigues Ferreira, Sociedade Brasileira de Zoologia.
- 2014 - Festschrift em homenagem aos seus 80 anos, organizado por pesquisadores da UnB, UFPR e USP, publicado pela editora da UFPR.[12]
- 2014 - Perfil incluído na 3ª edição da publicação Pioneiras da Ciência no Brasil, CNPq.[13]
- 2021 - Nomeação da Coleção Entomológica da Universidade Federal da Integração Latino-Americana (CEDU-UNILA)  em sua homenagem.[14]